# Kategna
La kategna (in amarico: ቃተኛ, ḳätäña) è una specialità della cucina eritrea ed etiope, definita come pietra miliare della cucina di quest'ultimo paese.
Si tratta di un involtino preparato con pane tipico etiope dalla forma appiattita (enjera) tostato e farcito con kibbee (burro chiarificato con spezie) e insaporito con salsa berberé (a base di peperoncino e spezie).
Esistono diverse varianti, ad esempio con spezie cajun e aglio oppure con olio di oliva al posto del burro kibbee.